# 포스코그룹
포스코그룹(POSCO group)은 포스코를 중심으로 한 기업집단이다.

## 사업영역

### 지주회사
- 포스코홀딩스

### 철강
- 포스코
- SNNC
- 포스코스틸리온
- 포스코SPS

### 판역
- 포스코인터내셔널

### E&C
- 포스코E&C
- 포스코A&C
- 게일인터내셔널코리아
- 송도개발피엠씨
- 부산E&E

### ICT
- 포스코 DX

### 에너지
- 포스코에너지
- 삼척블루파워
- 포스코E&E
- PSC에너지글로벌

### 소재 및 화학
- 포스코퓨처엠
- 포스코엠텍
- PNR
- 마포하이브로드파킹
- 포항특수용접봉
- 리스트벤처
- 포항에스알디씨

### 지원
- 포스코와이드
- 포스코플로우
- 엔투비
- 포스코IH
- 포스코경영연구원
- 포스코기술투자
- 포스코휴먼스
- 송도에스이
- 메가에셋
- 포스코인재창조원
- 호텔라온제나
- 피에스아이비
- 에스피에이치

### 스포츠
- 포항 스틸러스
- 전남 드래곤즈
- 포스코이앤씨 럭비단

### 기타
- 인천김포고속도로
- 서부내륙고속도로
- 포천화도고속도로
- 우이신설경전철
- 순천에코트랜스